# توم باتلر
توم باتلر هو ممثل كندي، ولد في 1951 بأوتاوا في كندا.

## أعمال

### أفلام
- (2003) فريدي ضد جايسون[3]
- (2004) ميركال[4][5][6]
- (2006) أفاعي في طائرة[7]
- (2007) القناص[8]
- (2015) أرض الغد[9]
- (2015) خمسين ظل من جراي

### مسلسلات
- الملفات الغامضة

## وصلات خارجية
- توم باتلر على موقع IMDb (الإنجليزية)
- توم باتلر على موقع ألو سيني (الفرنسية)
- توم باتلر على موقع أول موفي (الإنجليزية)
- توم باتلر على موقع قاعدة بيانات الأفلام السويدية (السويدية)
- توم باتلر على موقع قاعدة بيانات الأفلام السويدية (السويدية)
- توم باتلر على موقع قاعدة بيانات الفيلم (الإنجليزية)
- توم باتلر على موقع كينوبويسك (الروسية)